# Breg (gmina Majšperk)
Breg – wieś w Słowenii, w gminie Majšperk. W 2018 roku liczyła 339 mieszkańców.